# Jozef Van Campenhout
Jozef (Jos) Van Campenhout (Grimbergen, 25 februari 1885 - Grimbergen, 19 oktober 1968) was een Belgisch landbouwer en katholieke politicus. Van 1926 tot 1958 was hij gedurende meer dan 30 jaar burgemeester van Grimbergen.
E.M.J de Liedekerke verkocht het Lintkasteel met hof en vijver in 1923-24 aan Van Campenhout.
Tijdens zijn ambtstermijn werd het vliegveld van Grimbergen aangelegd als militair hulpvliegveld voor het Belgisch leger.
Hij was weduwnaar van Maria De Donder en Clemence Janssens, toen hij op 83-jarige leeftijd in het H.-Hart Rusthuis overleed.